# Министарство за људска права и избјеглице Босне и Херцеговине
Министарство за људска права и избјеглице Босне и Херцеговине је једно од девет заједничких министарстава на нивоу Босне и Херцеговине одговорно Босне и Херцеговине одговорно Савјету министара Босне и Херцеговине, на чијем је челу се налази Севлид Хуртић из БХ Зелени.

## Надлежности
Министарство за људска права и избјеглице Босне и Херцеговине надлежно је за:
- праћење и провођење међународних конвенција и других докумената из области људских права и основних слобода
- промовисање и заштита личних и колективних људских права и слобода
- координацију и припрему извештаја надлежним домаћим органима и институцијама и међународним институцијама и организација о провођењу обавеза из међународних конвенција и међународних докумената
- креирање и провођење активности на испуњавању обавеза БиХ у погледу пријема у евроатлантске интеграције, а посебно у вези са примјеном Европске конвенције о људским правима и основним слободама и њеним протоколима
- успостављање и функционисање заступника/агента Савета министара БиХ и Канцеларије заступника/агента Савета министара БиХ пред Европским судом за људска права
- успостављање и функционисање Агенције за равноправност полова у БиХ и старање о равноправности полова
- праћење, израда и дистрибуирање информација о стандардима, остварењима и активностима у области људских права
- сарадња са верским заједницама
- сарадња са националним мањинама и њиховим удружењима
- сарадња са институцијама и организацијама задуженим за тражење несталих лица у БиХ
- сарадња са Црвеним крстом/крижом БиХ и Међународним комитетом Црвеног крста/крижа и хуманитарним организацијама
- тарање о правима и питањима избјеглица и лица под супсидијарном заштитом у БиХ након утврђивања њиховог статус
- прихват и збрињавање, на период до 30 дана, бх. држављана који се враћају у Босну и Херцеговину по основу Споразума о реадмисији
- провођење Анекса VII Општег оквирног споразума за мир у Босни и Херцеговини, као и праћење и надзор провођења тог Анекса;
- креирање и провођење политике БиХ у области повратка избјеглица и расељених лица у БиХ, пројеката реконструкције, и обезбјеђење других услова за одржив повратак
- координирање, усмјеравање и наџор у оквиру Комисије за избјеглице и расељена лица, активности ентитета и других институција у БиХ одговорних за провођење политике у овој области
- све остале активности прописане Законом, и/или које се односе на провођење Анекса Vi и VII Општег оквирног споразума за мир у БиХ
- све податке које Министарство цијени релевантним у складу са свим важећим стандардима о заштити података, као и коришћење података у сврху заштите индивидуалних људских права
- сарадња са невладиним сектором по питањима из надлежности министарства
- креирање политике Босне и Херцеговине према исељеништву
- прикупљање, систематизовање, публиковање и дистрибуирање свих података из надлежности министарства.

Министарство је надлежно и за обављање послова који су у надлежности БиХ и који се односе на утврђивање основних начела координирања акитивности, усклађивања политика и планова органа власти БиХ и међународне заједнице у области: стамбене политике, обнове и развоја и пројекта одрживог повратка и њиховог евидентирања.